# 望月正光
望月 正光（もちづき まさみつ、1951年 - ）は、日本の経済学者。関東学院大学経済学部教授、学校法人関東学院常務理事。山梨県生まれ。

## 学歴
- 1975年 東京都立大学経済学部卒業[2][3]
- 1978年 東京都立大学大学院社会科学研究科修士課程修了[2][3]
- 1984年 東京都立大学大学院社会科学研究科博士課程満期退学[1]
- 1997年 関東学院大学経済学部教授[4]
- 2003年 大阪市立大学博士（経済学）[1]
- 2009年 神奈川県地方税制等研究会委員、神奈川県地方税制等研究会地方消費税に関するWG委員長[5]
- 2012年 神奈川県特別職報酬等審議会会長[5]
- 2014年 学校法人関東学院常務理事[4]
- 2019年 横浜市立大学附属病院長候補者選考会議委員[4]
- 学位は経済学学博士

## 研究・ゼミナール
- 財政学が専門である。
- 望月ゼミナールでは主に財政学を研究しているが、学生の中には財政学以外のテーマを調べている者もいるため、学生への裁量権を大きくしているのが、自身のゼミの特色でもある。

## 所属学協会
- 統計研究会
- 日本地方財政学会
- 日本経済政策学会
- 理論・計量経済学会
- 日本財政学会

## 著書
- 「財政学」(創世社)　2001年
- 「第三セクター : 再生への指針」（堀場勇夫と共編著、東洋経済新報社） 2007年